# Tomasz Rayski

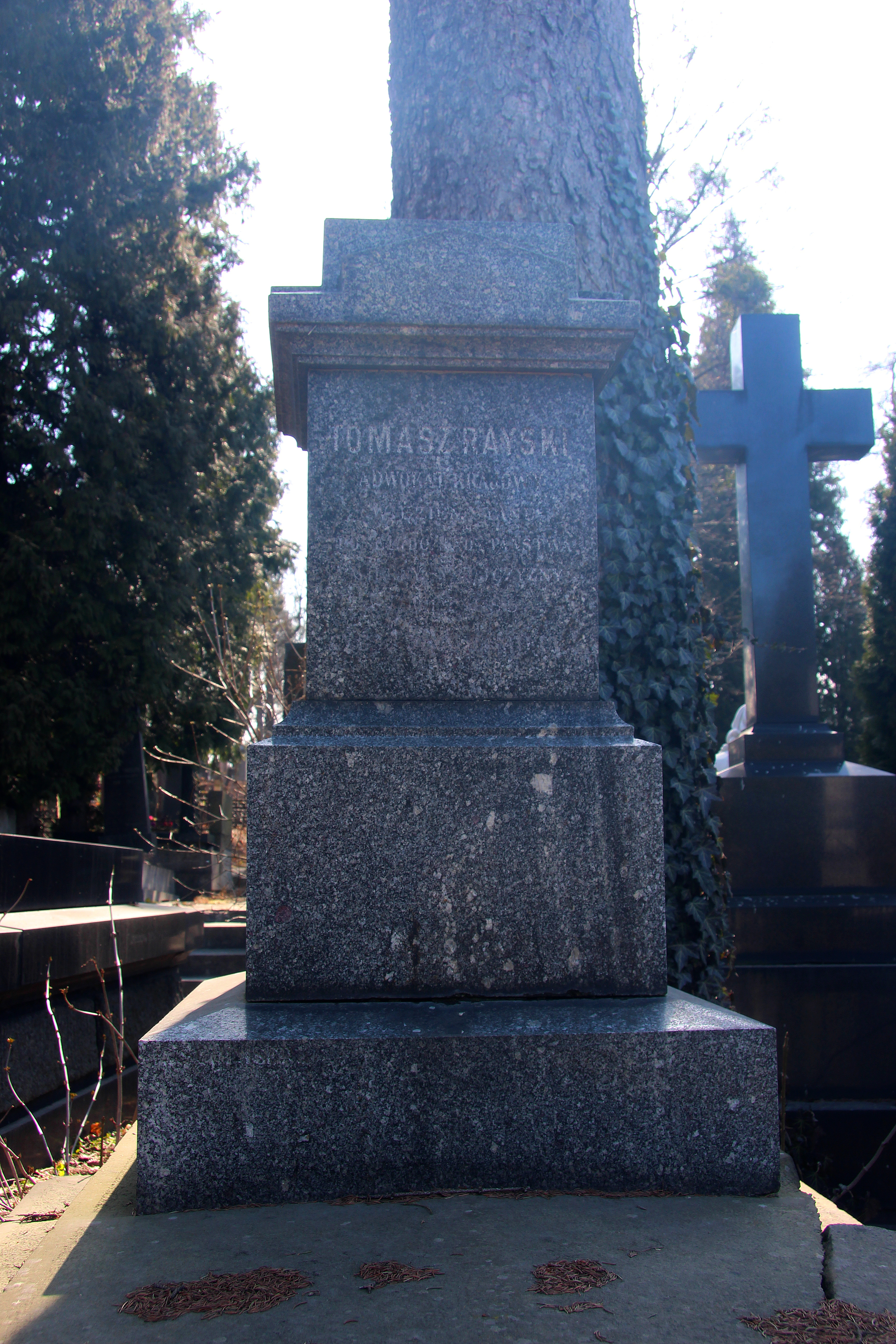
Grób Tomasza Rayskiego na Cmentarzu Łyczakowkim

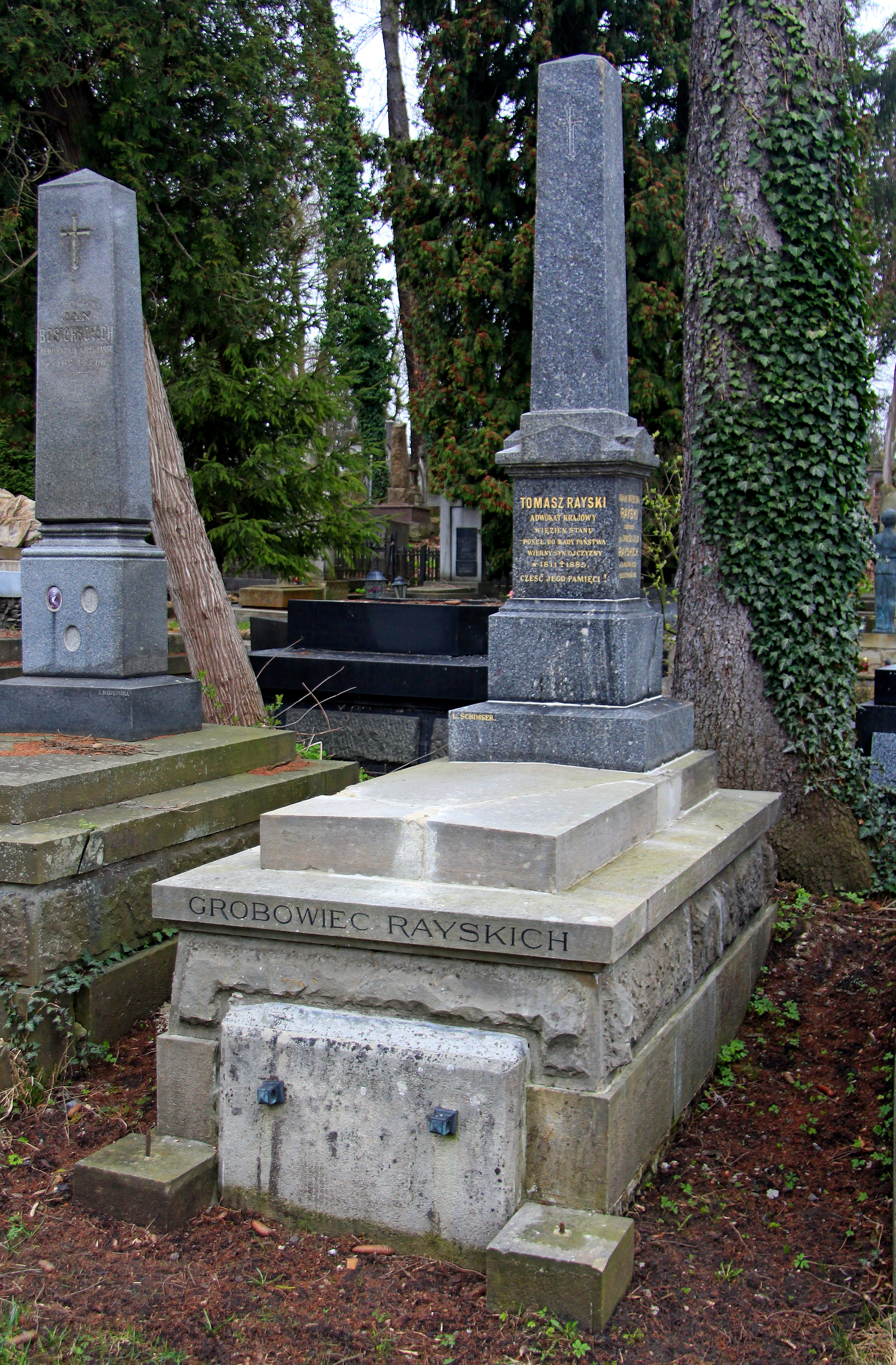

Tomasz Rayski (Rajski) (ur. 10 października 1811 we Lwowie, zm. 21 lutego 1885 w Wiedniu) – prawnik, powstaniec listopadowy, spiskowiec, uczestnik Wiosny Ludów, polityk demokratyczny, poseł do austriackiej Rady Państwa.

## Życie
Ukończył gimnazjum we Lwowie (1826) i studia prawnicze na uniwersytecie lwowskim (1834), stopień doktora praw uzyskał w 1836. Początkowo pracował jako praktykant konceptowy w prokuratorze. Od 1839 był adwokatem i tłumaczem przysięgłym Sądu we Lwowie. Utracił uprawnienia adwokackie po aresztowaniu w 1842, odzyskał je w 1848. Zdobył sobie wówczas renomę jako adwokat, m.in. był reprezentantem miasta Sądowa Wisznia (1850), jednym z obrońców w pierwszym lwowskim procesie prasowym przeciwko „Przeglądowi Powszechnemu” (1861). Od marca 1862 był członkiem Wydziału Izby Adwokackiej. W latach 1876–1885 współpracował z „Przeglądem Sądowym i Administracyjnym”, gdzie m.in. ogłosił: Ocenienie przedłożonego wiecowi austriackich adwokatów wniosku względem zniesienia przymusu uwierzytelnienia (1877), W sprawie reformy adwokatury (1878).
Już w okresie studiów brał żywy udział w życiu studenckim. Uczestniczył w powstaniu listopadowym. Od 1835 należał do Stowarzyszenia Ludu Polskiego – gdzie był członkiem lwowskiego Zboru Ziemskiego dla wschodniej Galicji, a od lipca 1836 Zboru Głównego we Lwowie. W 1837 wycofał się z organizacji. W 1842 został aresztowany za udział w organizacji podziemnej i po ponad czteroletnim pobycie w więzieniu w 1845 został skazany na karę śmierci. Ułaskawiony podobnie jak inni skazani w tym procesie przez cesarza Franciszka Józefa I. Podczas Wiosny Ludów był członkiem lwowskiej Centralnej Rady Narodowej i współpracownikiem jej organu „Dziennika Narodowego”. W jego domu we Lwowie odbywały się spotkania i narady polskich działaczy narodowych. Wraz Robertem Hefernem,  Jakubem Krzysztofowiczem, Feliksem Szlachtowskim opracował projekt reorganizacji prawa i sądownictwa austriackiego, wydany przez ich w niemieckojęzycznej broszurze autorów w 1849.
Działał w wielu organizacjach społecznych i gospodarczych m.in. był dyrektorem Towarzystwa Galicyjskiej Kasy Oszczędności (1851). a także od 1851 był członkiem Galicyjskiego Towarzystwa Gospodarskiego we Lwowie. Współzałożyciel a następnie wiceprezes Towarzystwa Przyjaciół Sztuk Pięknych we Lwowie. Członek Rady Zawiadowczej Banku Kredytowego Galicyjskiego. Od 1866 był członkiem wspierającym Towarzystwa Bratniej Pomocy. W 1869 został członkiem honorowym Towarzystwa Polskiego „Kościuszko” w  St. Gallen. Działał także w stowarzyszeniach weteranów powstań narodowych. M.in. był członkiem Komitetu Obchodów 50 Rocznicy Powstania Listopadowego, wydał wówczas własnym kosztem Zbiór pamiętników do historii powstania polskiego z roku 1830-,1831, (Lwów. 1882). Należał do grona przyjaciół Wincentego Pola.
Aktywny politycznie. Po wybuchu powstania styczniowego działał w tajnej organizacji galicyjskiej współdziałającej z Królestwem Polskim. Przewodniczył także  komitetowi zaopatrującemu uchodźców politycznych we Lwowie (1864). W tym czasie policja przeprowadziła u niego kilka rewizji. Z ramienia demokratów był członkiem Rady Miejskiej Lwowa (1861-1874), opracował m.in. statut m. Lwowa. Był właścicielem dóbr Michalewice w powiecie rudeckim, a także członkiem Rady Powiatowej w Rudkach (1867-1874).
Poseł do austriackiej Rady Państwa VI kadencji (14 marca 1881 – 21 lutego 1885) wybranym w kurii I – większej własności ziemskiej, w okręgu wyborczym nr 9 (Sambor-Staremiasto–Turka-Drohobycz–Rudki) jako zastępca posła. Mandat objął po śmierci Ludwika Skrzyńskiego. Należał do grupy posłów demokratycznych i Koła Polskiego w Wiedniu. Jako poseł niejednokrotnie zabierał głos w Radzie Państwa na aktualne tematy polityczne.
Zmarł w Wiedniu, pochowany został 26 marca 1885 na Cmentarzu Łyczakowskim we Lwowie.

## Prace Tomasza Rayskiego
- (wraz z Robertem Hefernem  Jakubem Krzysztofowiczem, Feliksem Szlachtowskim), Rechenschaftsbericht der vom kk. osterr. Justizministerium flach den deutschen Reichltindern und Belgien aus Galizien abgesandten Commission. Lwów 1849.
- Zaoczność, jej skutki i środki procesualne przeciw tejże, Kraków 1868
- Memoriał lwowskiej Izby Adwokackiej względem zaprowadzenia oddzielnego sądu najwyższego z siedzibą w Galicji, Kraków 1868.
- Moskwa i Polska, Lwów 1880, wydanie niemieckie, Russland und Polen, Lwów 1882.
- Stronnictwa w Radzie Państwa i polityka Koła Polskiego, Lwów 1882.

## Rodzina i życie prywatne
Syn radnego miasta Lwowa Józefa i Tekli z domu Vrecha. Poślubił w 1840 Julię z Waniczków (1817-1908), z którą miał dwóch synów. Jeden z nich Albin Rayski (1845-1921) był ziemianinem i posłem do Sejmu Krajowego.